# Augustalis

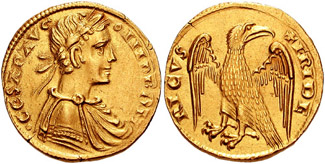
Augustał bity w Mesynie

Augustalis (augustał) – złota moneta średniowieczna wprowadzona do obiegu przez cesarza Fryderyka II na wzór wartościowych monet bliskowschodnich.

## Geneza
Wzorzec dla nowego nominału miały stanowić wysokojakościowe (kształtne, płaskie i czytelne) złote monety arabskie, z jakimi cesarz zetknął się będąc w Palestynie podczas wyprawy krzyżowej w latach 1228/1229. Władca prawdopodobnie miał osobiście wpływ na wygląd i treść stempli przygotowanych na podstawie zaleceń wydanych w 1231 roku. Rzymski tytuł cesarski Augustus dał podstawę nazwie tej nowej monety określanej potocznie (lecz zapewne z woli cesarza) mianem augustalis. Miała ona nawiązywać do aureusa władców rzymskich, za których pełnoprawnego spadkobiercę uważał się wówczas tzw. cesarz rzymski narodu niemieckiego.

## Opis
Licowa strona monety (awers) nosiła wizerunek władcy (skierowany w prawo) w laurowym wieńcu na głowie i w szacie, okolony legendą: IMP[erator] ROM[anorum] CESAR AVG[ustus]. Na odwrocie (rewersie) widniał (zwrócony w lewo, lecz spoglądający w prawo) orzeł wraz z inskrypcją FRIDE RICVS.  Augustały różniły się wprawdzie wielkością (średn. 19–23 mm), lecz nie zawartością złota, która jako stała wynosiła 20,5 karata.  Moneta o normatywnej wadze 5,24 g odpowiadała wartością 7,5 sycylijskiego taro.

## Rola i znaczenie

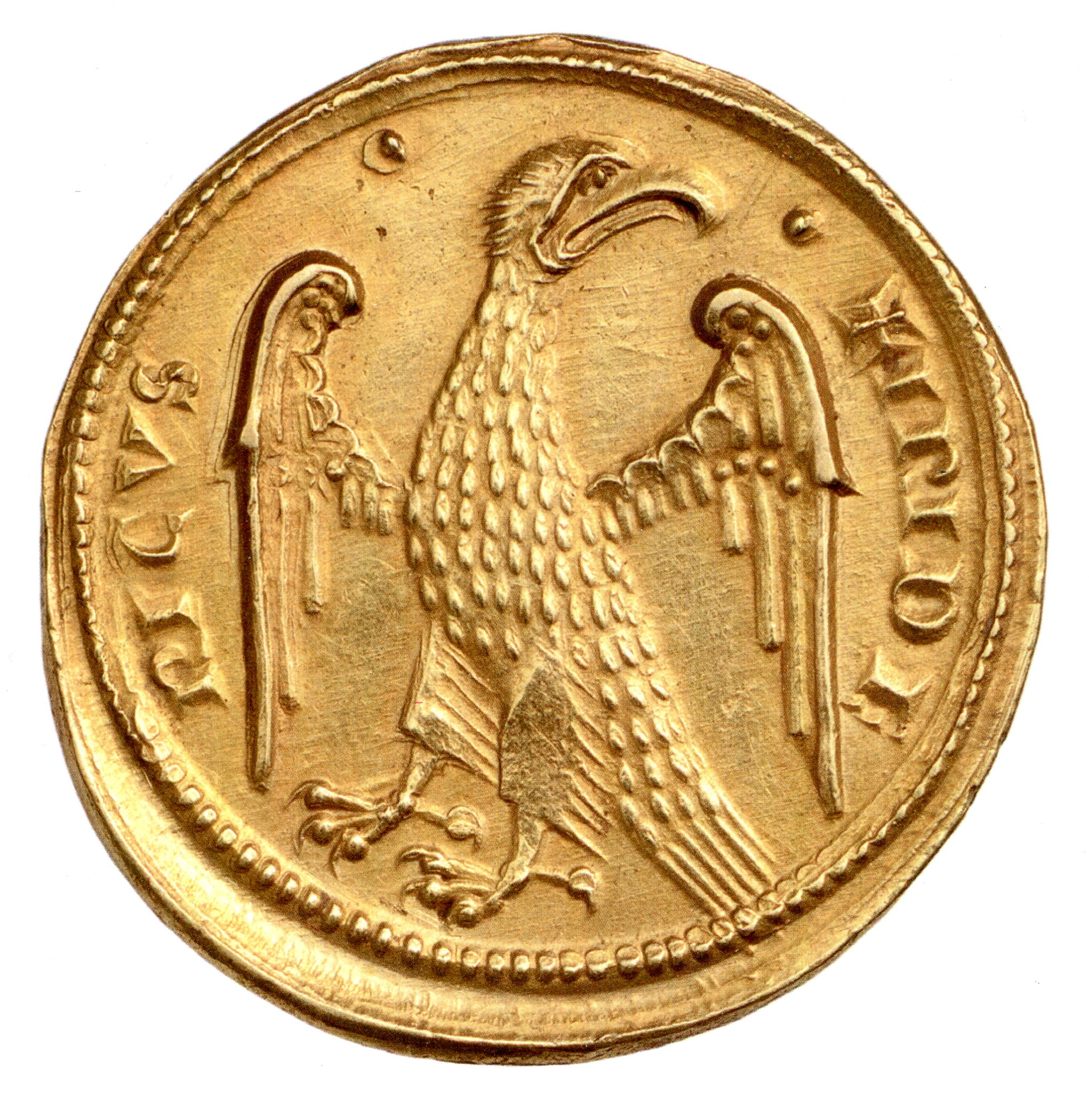
Rzymski orzeł na rewersie monety bitej w Brindisi

Cesarz ostentacyjnie demonstrował dawne tradycje i współczesny program imperialny za pomocą kruszcowych monet nawiązujących jawnie do wzorów mennictwa rzymskiego, tworząc celowo skonstruowaną zbitkę, której treść dodatkowo podkreślała nadana tym monetom nazwa. Elementy stroju wyraźnie wskazują, iż Fryderyk pozował na imperatora rzymskiego, do którego wzoru celowo  sięgnął prezentując się na monetach w wieńcu laurowym i antycznej chlamidzie. Również stosunkowo wierne wyobrażenie rzymskiego orła na rewersie przejęte zostało przez Staufów jako wyraz ideologii imperialnej (typ ten utrzymany został podczas rządów aragońskich na Sycylii). Nie tylko wyobrażenia na stemplach podkreślały aspiracje Staufa do rzymskich tradycji cesarskich,  ale i sama nazwa wybrana z trzech występujących w inskrypcji monety tytułów cesarskich (caesar, augustus, imperator) miała też  propagować program polityczny Staufa.

## Emisje i naśladownictwa
Augustały bito w mennicach Mesyny i Brindisi; te ostatnie wyróżniano umieszczeniem dwóch kropek po obu stronach głowy orła na rewersie. Emitowano również półaugustały (z zachowaniem tego samego typu stempla). Wysoki relief i staranne opracowanie różni je od wszystkich ówczesnych monet średniowiecznych. Dopiero w kilkadziesiąt lat później przyjęło się bicie monety złotej również w północnowłoskich miastach handlowych, takich jak Genua, Wenecja, a przede wszystkim Florencja, która zyskała renomę wprowadzeniem (od 1252) swego wysokowartościowego florena.
Augustalis zaznacza więc początek bicia monety złotej w europejskim średniowieczu, a zarazem jest ostatnią liczącą się monetą cesarską w owym czasie. Jego kontynuacją i zarazem naśladownictwem były złote monety (real d'or) emitowane dla Sycylii i Apulii przez Karola I Andegaweńskiego (1266-1282, zm. 1285). Na awersie nosiły one wiernie skopiowany typ przedstawienia władcy, a jedynie na rewersie cesarskiego orła Staufów zastąpiono liliami Andegawenów. Bite w mennicach miast Mesyna i Barletta, dla odróżnienia od pierwowzoru określane były mianem regalis.